# Иваничевский сахарный завод
Иваничевский сахарный завод — предприятие пищевой промышленности в посёлке Иваничи Волынской области Украины.

## История
В 1948 году в селе Иваничи была создана сельскохозяйственная артель (в дальнейшем — колхоз «Ленінський шлях», начавший выращивание сахарной свеклы). При колхозе было открыто отделение райсельхозтехники. Расширение посевов свеклы создало предпосылки для создания здесь сахарного завода.

### 1956—1991
В конце 1956 года здесь было завершено строительство первой очереди сахарного завода (вместе с которым были построены рабочий посёлок из более чем 40 одноэтажных и двухэтажных жилых домов для 200 семей работников завода, заводской Дом культуры, детские ясли, среднюю школу, амбулаторию, продовольственный и промтоварный магазины). В начале 1957 года завод произвёл первый сахар, а с осени 1957 года начал работать на полную мощность.
С начала существования завод оказывал шефскую помощь колхозу «Ленінський шлях» (рабочие помогали в проведении полевых работ, организации культурно-массовых мероприятий и др.).
В состав предприятия входили лаборатория, станция перекачки ирригационных вод, станция химической очистки воды, ремонтная мастерская, автоколонна. К железнодорожной станции Иваничи от завода была проложена железнодорожная ветка длиной 3 км. Кроме того, к заводу была построена шоссейная дорога.
Изначально, плановая перерабатывающая мощность завода составляла 9 тыс. центнеров свеклы в сутки, вскоре она была увеличена до 10 тыс. центнеров в сутки.
В годы семилетки на заводе было внедрено свыше 60 рационализаторских предложений, давших экономию в размер 960 тыс. рублей. В результате, производственный план 1962 года завод выполнил на 108 %, и бригаде И. Коновалюка было присвоено почётное звание «бригада коммунистического труда». В дальнейшем, на заводе было установлено новое оборудование, и уже в 1965 году все производственные процессы (от разгрузки сырья до зашивания мешков с сахаром) были механизированы.
В это время завод стал одним из передовых предприятий сахарной промышленности СССР, он перерабатывал по 14,5 — 15 тыс. центнеров сырья в сутки, систематически перевыполняя плановые показатели. В общей сложности, за годы семилетки (1959—1965 гг.) завод произвёл 280 тыс. тонн сахара (вместо 257 тыс. тонн, установленных планом). В 1966 году завод произвёл сверх плана ещё 14,4 тыс. центнеров сахара. За трудовые достижения и рационализаторскую деятельность слесарь А. И. Гусак был награждён орденом Ленина, П. И. Новосад и Г. Б. Прилуцкий — орденами Трудового Красного Знамени, ещё пять работников — медалями.
В 1967 году завод произвёл 24 260 тонн сахара из сахарной свеклы и 11 560 тонн сахара из сахарного тростника, в это время его мощность обеспечивала переработку 16 тыс. центнеров сахарной свеклы в сутки.
В целом, в советское время сахарный завод входил в число крупнейших предприятий райцентра.

### После 1991
В мае 1995 года Кабинет министров Украины утвердил решение о приватизации завода. В дальнейшем, государственное предприятие было преобразовано в открытое акционерное общество, а затем — в общество с ограниченной ответственностью.
Летом 2003 года владельцы завода приняли решение не запускать производство.
В мае 2006 года хозяйственный суд Волынской области признал завод банкротом и началась процедура его ликвидации, но в дальнейшем выполнение этого решения было приостановлено.
По состоянию на начало мая 2017 года завод относился к категории действующих.
В октябре 2018 года завод досрочно остановил переработку свеклы до окончания сахарного сезона, в 2019 году владельцы завода приняли решение о прекращении переработки свеклы и превращении завода в свеклоприемный пункт.